# Elisabeth Rohde
Elisabeth Rohde (* 23. Oktober 1915 in Dresden; † 2. Juli 2013 in Berlin) war eine deutsche Klassische Archäologin.

## Leben und Leistungen
Elisabeth Rohde war die Tochter des Offiziers Kurt Rohde (1882–1950), der seit 1918 als Kunsthändler tätig war. Nach dem Abitur 1935 begann sie eine Ausbildung an einer Handelsschule, arbeitete jedoch nach kurzer Zeit als Sekretärin in der Kunsthandlung ihres Vaters. Seit 1940 studierte sie Klassische Archäologie, Alte Geschichte und Kunstgeschichte an der Berliner Universität und wurde im März 1945 bei Gerhart Rodenwaldt mit der Dissertation Theseusdarstellungen in der griechischen Vasenmalerei von den Anfängen bis zum vierten Jahrhundert promoviert.
Noch im März 1945 begann sie als wissenschaftliche Hilfsarbeiterin in der Antikensammlung der Berliner Museen im Pergamonmuseum, einer Sammlung, der sie ihre gesamte wissenschaftlichen Karriere lang treu bleiben sollte. Sie wurde hier zunächst Mitarbeiterin von Carl Blümel. Als Hilfsarbeiterin und seit Sommer 1945 als wissenschaftliche Angestellte war sie am Verpacken der Objekte des Museums für den Abtransport in die Sowjetunion beteiligt. 1953 wurde sie zum Kustos ernannt. 1955 ordnete sie den Saal der hellenistischen Architektur im Pergamonmuseum neu; die durch die Verbringung der Statuen nach Moskau entstandene Lücke im Saal schloss sie durch die Verlegung des Hephaistion-Mosaiks an diese Stelle. 1958 war sie am Wiederaufbau des Pergamonaltars beteiligt, nachdem die Sowjetunion einen Großteil der Beutekunst wieder an die DDR zurückgegeben hatte. Mit Blümel gestaltete sie die Präsentation des Altars in Teilen nach den neuesten wissenschaftlichen Erkenntnissen neu.
Nachdem Blümel 1961 in den Ruhestand gegangen war, wurde Rohde 1962 zunächst kommissarisch Direktorin der Sammlung. Erschwert wurde das durch den Mauerbau. Rohde lebte in Berlin-Charlottenburg im Westteil der Stadt. Da sie wusste, dass ihr eine ähnliche Karriere im Westdeutschland der Zeit verwehrt bliebe, blieb sie weiter an der Antikensammlung und pendelte nun täglich zwischen West- und Ostberlin. 1971 wurde Rohde endlich ordentliche Direktorin. Von der DDR ließ sie sich politisch nie vereinnahmen, ihre eigenen Forschungen blieben frei von DDR-Sprache und auch die Antikensammlung konnte sie vor Indoktrination schützen. Zudem unterhielt sie auch im Westteil der Stadt weiter Kontakt zu ihren Fachkollegen. Zur Pensionierung 1982 erhielt sie ein spezielles Dauervisum für die DDR. Ihr Nachfolger wurde Max Kunze. Rohde beschäftigte sich mit dem Pergamonaltar, dessen geschichtlicher und kunstgeschichtlicher Bedeutung, arbeitete zu den Friesen und bearbeitete die Sammlung der griechischen Vasen der Berliner Antikensammlung und des Schlossmuseums Gotha. Drei Bände des Corpus Vasorum Antiquorum hat sie dabei insgesamt bearbeitet. Rohde war ordentliches Mitglied des Deutschen Archäologischen Instituts.
Elisabeth Rohde wurde auf der zu Beginn des 20. Jahrhunderts eingerichteten Familiengrabstätte auf dem Johannisfriedhof in Dresden-Tolkewitz beigesetzt. Ein Teil des schriftlichen Nachlasses kam 2013 nach ihrem Tod in das Zentralarchiv der Staatlichen Museen. Die übrigen Unterlagen, die Aus Unterlagen Rohdes, ihrer Eltern, Carl Blümels sowie der Geschäftspartnerin in der Kunsthandlung und Freundin der Familie Rohdes, Frieda Hinze, sollten nach Ordnung durch ihren Adoptivsohn Helmut Rohde (1941–2013) ebenfalls dorthin gelangen. Nachdem dieser jedoch überraschend im November 2013 auch verstarb, noch bevor die Schenkungsverträge unterschrieben waren, gelangte ein Teil der Unterlagen mitsamt der Kunstsammlung der Familie zum  Auktionshaus Grisebach. Von dort gelangten diese nach dem Abschluss der Versteigerung der Kunstsammlung im Mai 2015 Unterlagen wie auch der übrige schriftliche Teilnachlass nach Absprache mit der Erbengemeinschaft im Herbst 2016 am Ende ins Zentralarchiv.

## Schriften (Auswahl)
- Pergamon. Burgberg und Altar. Henschel, Berlin 1961.
- Griechische und römische Kunst in den Staatlichen Museum zu Berlin. Henschel, Berlin 1968.
- Der Altar von Pergamon. Akademie Verlag, Berlin 1973.